# Египетская белозубка
Египетская белозубка (Crocidura religiosa) — вид млекопитающих рода Белозубки семейства Землеройковые. Эндемик северного Египта. Известно только два экземпляра, которые хранятся в Британском музее естественной истории: они были собраны в дельте Нила. Немного южнее были обнаружены мумифицированные образцы.
Описание было сделано по забальзамированным белозубкам, найденным в древних египетских могильниках в Фивах. Включены в «Международную Красную книгу» (англ. IUCN Red List of Threatened Animals) МСОП как вид с неясным статусом.